# 神田須田町
神田須田町（日语：／ Kanda-sudachō */?）是東京都千代田區的地名。現行行政地名為神田須田町一丁目與神田須田町二丁目。郵遞區號101-0041。

## 地理
位於千代田區東北部，屬神田地域。北與外神田、神田佐久間町間以神田川為界，東臨神田岩本町，南接神田鍛冶町、鍛冶町，西鄰神田淡路町、神田小川町、神田多町。

### 河川
- 神田川
  - 萬世橋（日语：万世橋）
  - 神田接觸橋（神田ふれあい橋）

## 歷史
過去市電萬世橋站（1912年－1943年）作為轉乘地點而繁榮。第二次世界大戰後，販賣駐日美軍流出的真空管等電器零件攤販開始在此地聚集，為現今秋葉原的起源。

### 地名由來
古時為須田村。原為河川砂地，因此稱為砂田，後演變為洲田、須田。

## 交通

### 鐵道
- 東京地下鐵神田站（○銀座線）
- JR 神田站（■京濱東北線、■山手線、■中央線）- 設有出入口。（所在地：鍛冶町）
- 都營地下鐵岩本町站（○新宿線）- 設有出入口。（所在地：神田岩本町）
- 都營地下鐵小川町站（○新宿線） - 設有出入口。（所在地：神田小川町）
- 東京地下鐵淡路町站（○丸之内線）- 設有出入口。（所在地：神田淡路町）

### 道路
- 中央通
- 東京都道302號新宿兩國線（靖國通）
- 柳原通

## 設施
- 神田須田町郵便局
- 小野藥品工業（日语：小野薬品工業）東京事務所
- Datel Japan（英语：Datel）（デイテルジャパン）本社
- Polygon Magic（日语：ポリゴンマジック）本社
- 萬世（日语：肉の万世） 本社（肉之萬世秋葉原本店）
- 萬惣商事（日语：万惣商事）（万惣フルーツパーラー）
- 樂蘭公司 東京辦公室
- 柳森神社

## 備註
1. ↑  千代田区ホームページ - 町丁別世帯数および人口（住民基本台帳）：平成25年8月1日現在 的存檔，存档日期2013-10-27.
2. ↑  .   [2013-08-16]. （原始内容存档于2020-09-23）.